# Dove comincia il sole (singolo)
Dove comincia il sole è un singolo del gruppo musicale italiano Pooh, estratto come primo singolo dal ventinovesimo album in studio (anch'esso Dove comincia il sole). Il video del brano, diretto da Giangi Magnoni, è stato girato nell'Alta Val Badia.